# César Chávez
Pour les articles homonymes, voir Chávez.
César Estrada Chávez est un syndicaliste paysan américain, originaire de Californie, né le 31 mars 1927 à Yuma (Arizona) et mort le 23 avril 1993 à San Luis (Arizona). Chicano (ses parents étant des fermiers d'origine mexicaine), il est connu pour les luttes paysannes qu'il a menées entre le milieu des années 1960 et les années 1970, en Californie.

## Biographie
À son époque, les ouvriers agricoles ne bénéficient d'aucune garantie sociale : ils sont parqués dans des baraquements, sous-payés au jour le jour, exposés aux pesticides, et toute velléité syndicale est réprimée. En cas de révolte, on joue une communauté contre l'autre : Philippins, Mexicains, Chinois, etc. Les propriétaires jouissent de plus du soutien de la police et de la justice.
En 1944, Chávez s'engage dans l'United States Navy pendant la Seconde Guerre mondiale et sert pendant deux années.
En 1948, Chávez travaille dans les champs de coton à Delano, où il participe à son premier mouvement de grève, qui est défait par l'embauche de « jaunes ». Il se marie la même année avec Helen Fabela (en). Le couple s'installe à San José, au sud de San Francisco, où ses conversations avec le prêtre de la paroisse l'éveillent à la question de la justice sociale.
En 1952, les Chávez rencontrent Fred Ross (en), un animateur du Community Service Organization (en) (CSO), une association de promotion des laissés pour compte de la société américaine. Il devient volontaire, salarié à plein temps, puis responsable national du CSO. Par l'action directe (sit-ins, boycotts, piquets de grève…), il parvient à faire instaurer des assurances sociales (maladie, vieillesse et incapacité de travail) pour les ouvriers agricoles. Mais déplorant d'être éloigné de la base, il démissionne du CSO en 1962 et redevient ouvrier agricole dans les vignobles à Delano, où il crée la National Farm Workers Association (NFWA, Association nationale des ouvriers agricoles), qui regroupe plus d'un millier d'adhérents en 1964. Son emblème est un aigle aztèque noir sur fond rouge.
Leur première lutte est une grève des loyers de 34 mois, pendant lesquels ils versent l'argent sur un compte bloqué, pour protester contre l'augmentation des loyers de leurs lieux d'habitation, des baraquements de tôle sans eau ni fenêtres, et une grève pour réclamer une augmentation des salaires dans une roseraie.
Le 8 septembre 1965, le NFWA rejoint les ouvriers philippins d'un autre syndicat, l'AWOC, en grève dans les vignobles. Des piquets de grève sont installés. Ils reçoivent l'aide du syndicat des dockers, qui refusent d'embarquer les caisses de raisin de l'entreprise en grève ; l'AFL-CIO et des initiatives locales financent les grévistes. Chávez utilise différentes techniques de lutte non-violente et de désobéissance civile. Il appelle au boycott des raisins des entreprises concernées. Le 17 mars 1966 débute une marche de 25 jours sur la capitale californienne Sacramento : 10 000 personnes accueillent la marche le 10 avril. L'entreprise Schenley ouvre des négociations, qui aboutissent le 21 juin : les salariés obtiennent un contrat de travail et des augmentations de salaire. D'autres entreprises suivront, mais pas toutes. Le mouvement de boycott continue, les ventes baissent de 20 à 60 % selon les villes et les prix s'effondrent.
NFWA et AWOC fusionnent pour devenir UFWOC (United Farm Workers Organizing Committee) et s'affilient à l'AFL-CIO. Le 4 avril 1970, trois propriétaires signent un accord concédant un contrat de travail de trois ans, une augmentation des salaires, la cotisation à l'assurance maladie et à une caisse de développement économique, ainsi que l'interdiction des pesticides les plus dangereux. Le raisin produit par ces travailleurs reçoit la marque syndicale à l'aigle noir, aussitôt privilégié par les consommateurs. Le dernier carré des 26 propriétaires les plus intransigeants doit signer les accords le 29 juillet au terme d'une lutte de cinq ans.
Le mois suivant, Chávez s'engage dans une lutte victorieuse de deux ans pour les ouvriers du maraîchage dans la Salinas Valley. Puis, les exploitants de raisin refusant de renouveler les contrats de trois ans, la lutte reprend parmi les viticulteurs, ainsi que dans d'autres secteurs. Ce n'est que le 28 août 1975 que le parlement californien votera une loi reconnaissant la liberté syndicale dans les entreprises agricoles.
César Chávez a également milité pour les droits des animaux et pratiquait le végétarisme, voire le végétalisme,, comme sa petite-nièce l'activiste Genesis Butler (en) (née en 2006) qui revendique son héritage.

## Honneurs

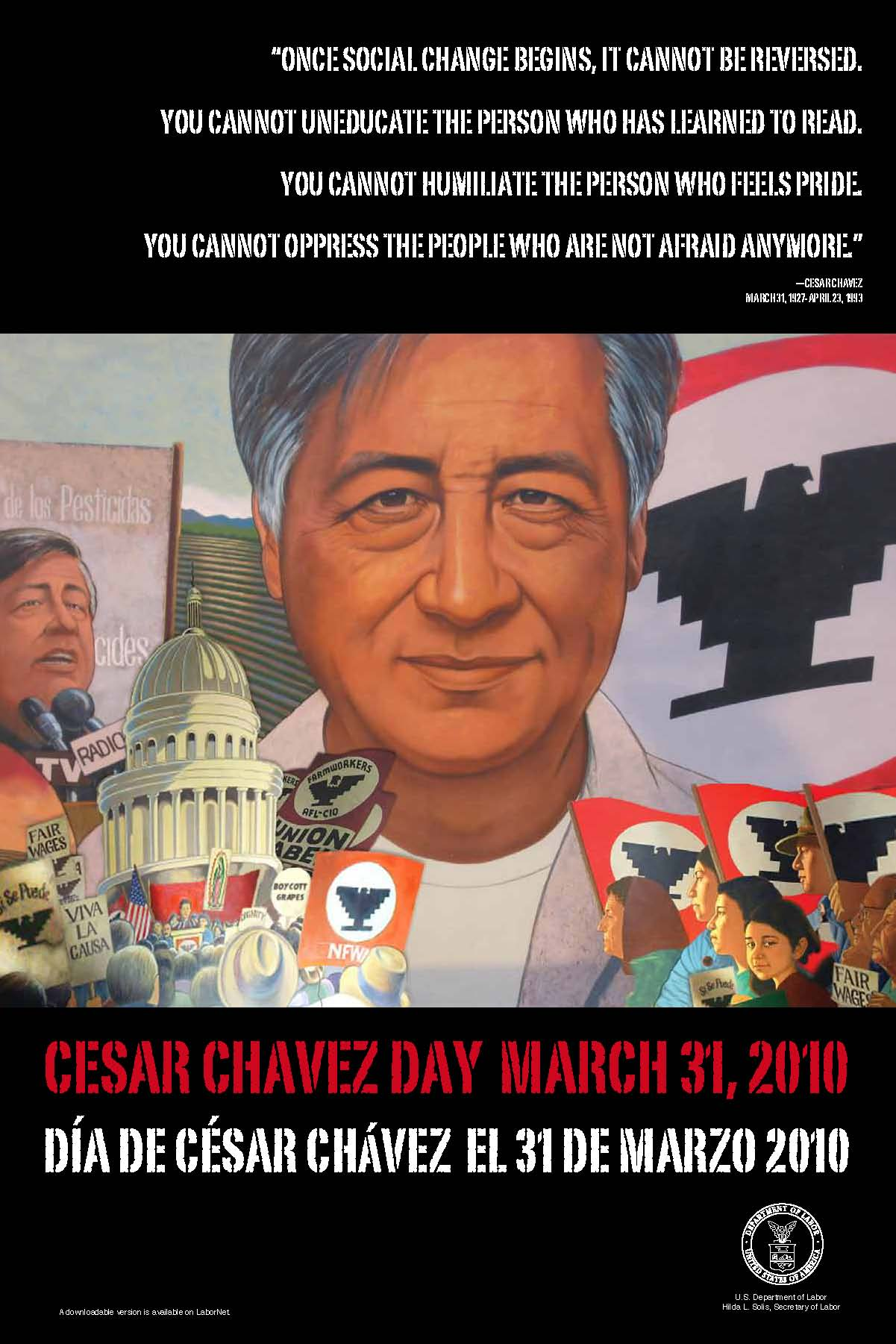
Poster du Jour César Chávez.

En 1994, il est décoré de la médaille présidentielle de la Liberté par le président Bill Clinton.
En 2014, le président Barack Obama déclare le 31 mars Cesar Chavez Day. Cet hommage suit la reprise de son cri de ralliement lancé en 1972 (« Sí se puede (en) ») par le président américain lors de sa campagne de 2008 (« Yes, we can »).
Une forte dévotion à César Chávez se propage[Quand ?], visant à faire ouvrir son procès en béatification[réf. nécessaire].
En 2012, l'USNS Cesar Chavez (T-AKE-14) entre en service dans la marine américaine.
Le 20 janvier 2021, son buste est installé dans le Bureau ovale de la Maison-Blanche lors de l'entrée en fonction du président élu Joe Biden.

## Citations
« Nous ne sommes pas non violents parce que nous voulons sauver notre âme. Nous sommes non violents parce que nous voulons obtenir la justice sociale pour les ouvriers. Qu'importe aux pauvres que l'on construise d'étranges philosophies de non-violence si cela ne leur donne pas de pain. »

— César Chávez